# Малий Липоглав
Малий Липоглав (словен. Mali Lipoglav) — поселення в общині Любляна, Осреднєсловенський регіон, Словенія. Висота над рівнем моря: 529 м.